# Kantongerecht 's-Gravenhage

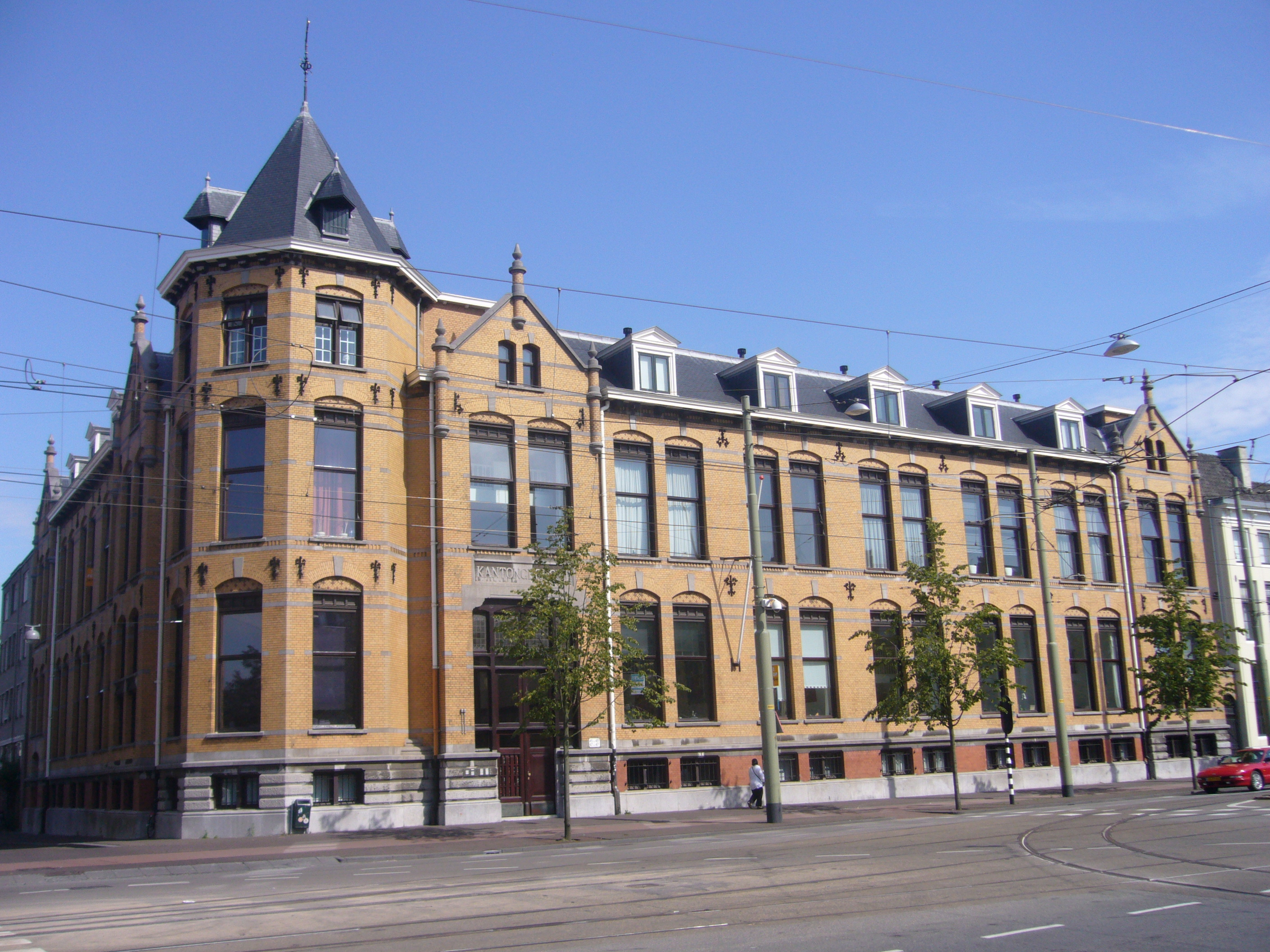
Het voormalige kantongerecht aan de Prinsegracht

Het kantongerecht 's-Gravenhage was van 1838 tot 2002 een van de kantongerechten in Nederland. Het gerecht kreeg in 1909 een eigen gebouw, ontworpen door W.C. Metzelaart. 

## Het kanton
Het kantongerecht werd in 1838 ingevoerd als opvolger van de Vrederechter. Veelal werd het oude  kanton van de vrederechter het nieuwe kanton voor de kantonrechter. 's-Gravenhage was bij de invoering het eerste kanton van het arrondissement 's-Gravenhage. Het werd gevormd door de gemeenten: 's-Gravenhage, Wassenaar en Zuidwijk.